# Vogue (fête)
Pour les articles homonymes, voir Vogue (homonymie).
Une vogue est l'appellation utilisée dans l'aire francoprovençale (correspondant en France à la majeure partie de la région Rhône-Alpes), dans le Velay et dans le canton de Genève pour désigner les fêtes votives (ou fêtes patronales) annuelles de chaque commune. Généralement celle-ci consiste en une fête foraine (manèges, attractions, auto-tamponnantes...). C'est également lors des vogues que se tiennent les fêtes des conscrits qui honorent les classes de naissance.

## Vogue des noix
La vogue des noix de Firminy est une fête foraine de la région stéphanoise, en France, se déroulant au mois d’octobre pendant 8 jours. Il s'agit (que ce soit en termes d'affluence ou de manèges) de la troisième foire de France, après la Foire du Trône et la Foire de Nancy.
La première vogue des noix officielle autorisée par Louis XII remonte à 1507, mais il est très probable qu’elle existait déjà avant cette date, sa création remonte peut-être au XIIIe siècle. Cette manifestation consistait en une vente de noix, d’où son nom.
Aujourd’hui, durant la vogue des noix plus de 400 manèges et attractions sont disséminés dans Firminy. On y trouve des manèges pour enfants, des stands de tir, des jeux d’arcades, des vendeurs de barbe à papa ainsi que d'autres stands vendant de la nourriture (crêpes, gaufres, etc.) et des manège à sensation. La vogue des noix se clôt l'avant-dernier dimanche d'octobre avec le « Corso » qui est un défilé de gigantesques chars dont le dernier est  le char de « Miss Corso » en forme de Noix. Le Corso date des années 1970 et il attire à lui seul entre 90 000 et 120 000 spectateurs par édition.

## Vogue des marrons

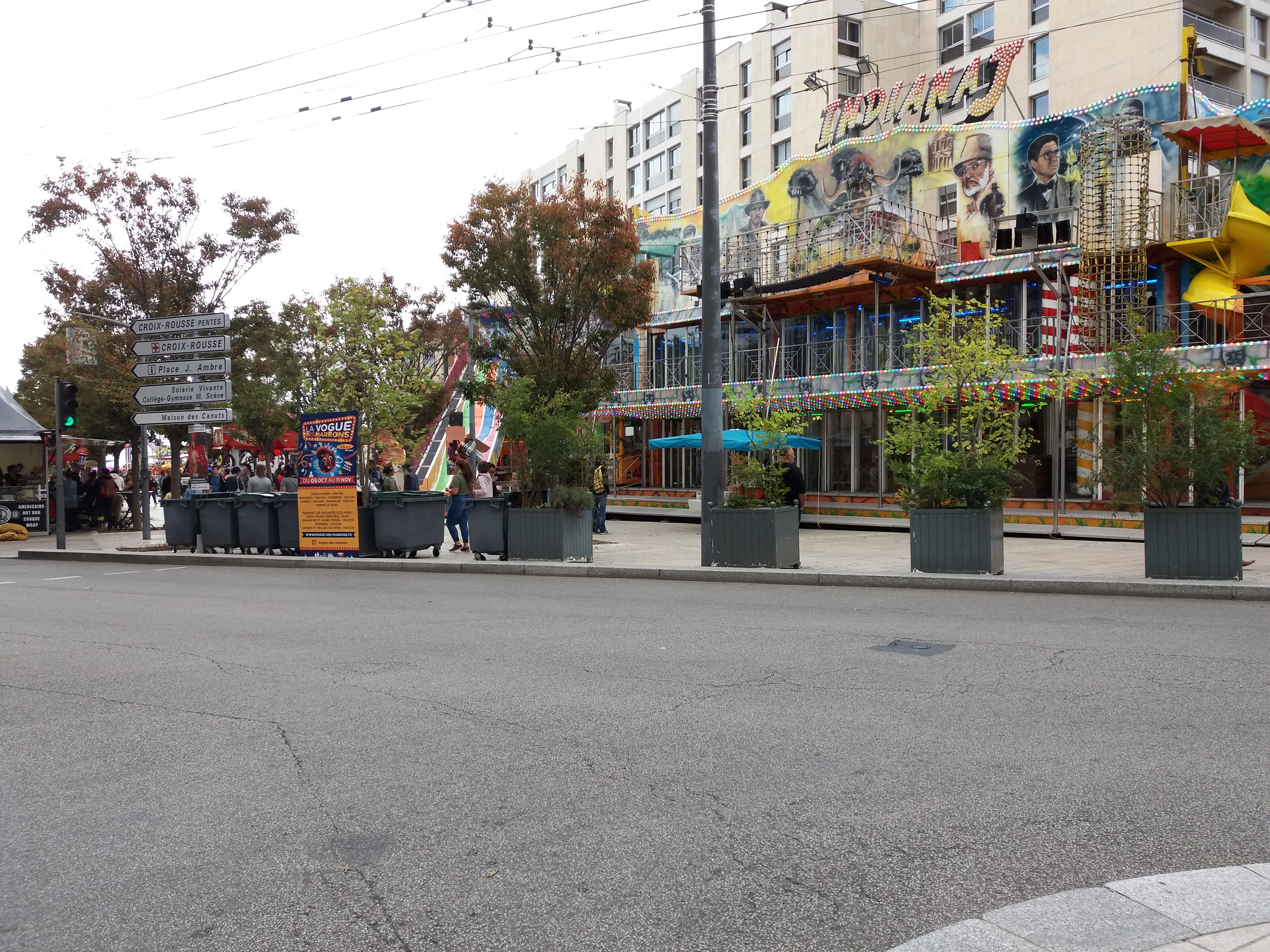
La vogue des marrons en 2019.

La vogue des marrons (ou vogue aux marrons), se déroule dans le quartier de La Croix-Rousse à Lyon et accueille plus de 70 forains. Née il y a plus de 150 ans, elle est survivante d'une tradition foraine lyonnaise (en 1896, la ville totalisait 207 jours de vogues de Pâques à Toussaint).
Historiquement, l'époque de "la vogue" était attendue avec une impatience qui tenait presque de la fièvre. Le premier jour, traditionnellement un samedi soir, un défilé de saltimbanques remontait la Grande Rue auquel tout le monde assistait en se tenant sur le pas des portes. La Grande Rue était encombrée de faiseuses de matefaim, de marchands de pâtés aux poires cuisse-dame et de rissoleurs de marrons, d'où le nom donné à la vogue. La vogue de la Croix-Rousse était en possession d'un privilège immémorial d'offrir aux promeneurs les premiers marrons de la saison et le premier vin blanc, l'un, sans doute, corrigeant l'autre.  
Installée tous les ans sur le plateau de La Croix-Rousse pendant environ un mois entre octobre et novembre, elle est la dernière vogue de l'année, et s'étale sur une bonne partie du Boulevard de la Croix-Rousse, toute la place de la Croix-Rousse et la place des Tapis (plus depuis l'édition de 2014, à la suite de la réhabilitation de la place), et bloque la sortie du tunnel de la rue Terme. On y déguste les premiers marrons de l’année (et anciennement le premier vin blanc), d’où son nom.
L'aménagement du parking souterrain et de l'esplanade du Gros Caillou (dont les travaux ont été terminés en 2010) ont réduit son espace, ce qui empêche la mise en place de la grande roue, désormais installée place Bellecour pendant tout l'hiver. 
Ce site est desservi par la station de métro Croix-Rousse.